# 張德輝 (香港)
張德輝，（英語：Cheung Tak Fai，1850年—1892年），字奉庭，乃香港望族之一張德輝家族的奠基者。

## 簡歷
張德輝為連卡佛的創辧人之一的蘇格蘭人Thomas Ash Lane的後人。妻子楊氏亦為，岳丈為英國人G.B.Glover。張德輝早年曾任職中國九江海關，及後調任上海，曾攜同家眷到上海生活數年，子女在香港及上海均接受西式教育。而張德輝與同為香港歐亞混血兒的冼德芬、陳啟明、施炳光為好友，後結拜為異姓兄弟。而建基於此關係，對日後女婿何東及兒子張沛階與冼德芬、陳啟明及施炳光等同為香港歐亞混血兒家族，在生意上和族群上建立起更緊密的連繫。